# Pedro Caldeira Cabral
Pedro da Fonseca Caldeira Cabral GOIH, mais conhecido como Pedro Caldeira Cabral (Lisboa, 4 de dezembro de 1950), é um compositor português e instrumentista de guitarra portuguesa.

## Biografia
Filho do arquiteto Francisco Caldeira Cabral, 5.° neto de uma espanhola, 8.° neto do 14.° Senhor de la Higuera de Vargas, o qual era bisneto por varonia duma tia paterna do 1.º Marquês de Fregenal de la Sierra, e 9.° neto da 6.ª Marquesa de Espinardo, e de sua mulher Alfreda Ferreira da Fonseca, neta materna de uma inglesa. É irmão do arquiteto paisagista Francisco Manuel da Fonseca Caldeira Cabral e tio paterno do economista e ministro Manuel Caldeira Cabral.
Ainda na infância, começa o estudo da guitarra portuguesa, da guitarra clássica e da flauta doce. Mais tarde, irá estudar solfejo, contraponto e harmonia com o Prof. Artur Santos. A partir de 1970, inicia o estudo do alaúde, da viola da gamba e de outros instrumentos antigos de corda e de sopro. Entre 1967 e 1975, frequentou vários cursos de composição de música contemporânea, tendo trabalhado com Karel Goyvaerts, Constança Capdeville, José Alberto Gil e Jorge Peixinho.
Desde 1969, procurou desenvolver, como compositor, um estilo próprio, fundado na tradição solística da guitarra portuguesa, com incorporação de técnicas originais e elementos resultantes do estudo dos instrumentos antigos das tradições cultas e populares da Europa mediterrânica. Como intérprete, tem alargado o reportório solístico da guitarra, fazendo transcrições de obras de Bach, Weiss, Scarlatti, Seixas, entre outros, e apresentado publicamente novas obras originais de autores contemporâneos. Desde 1970, tem dado, como solista, concertos nas principais salas e festivais da Europa, Estados Unidos da América, Macau e Brasil.
Começou a trabalhar com Fernando Alvim em 1966. Formavam um duo de acompanhamento e gravaram um disco com peças originais para duas violas, com temas de ambos.  Em 1971, é editado esse EP, "Guitarras de Portugal", com as composições "Manhã Brilhante", "Simplicidade", "Andando Só" e "Estudo a Duas Cores". No ano seguinte, juntam-se ao cantor Manuel Freire para gravar o disco "Dedicatória".
Colabora com Vitorino no disco "Romances" e com Janita Salomé no disco "Melro".  No ano de 1982, é editado o LP "Encontros", o seu primeiro disco a solo. Em 1983, é editado o álbum "A Guitarra Portuguesa nos Salões do Século XVIII".
Tendo realizado investigação na área da música tradicional (organologia musical), colabora na segunda edição de “Os Instrumentos Musicais Populares Portugueses” do Dr. Ernesto Veiga de Oliveira.
A pedido do Mosteiro de Santa Maria da Vitória, forma o grupo La Batalla com Isabel Biu, Nuno Torka, José Pedro Caiado, José Peixoto, João Nuno Represas e Alejandro Erlich-Oliva. Lançam o disco Cantigas d' amigo em 1984.
Em 1984, participa no Festival Internacional da Costa do Sol (Portugal). No ano seguinte, participa no Festival Branco (Portugal) e Marim Festival (Inglaterra). Em 1985, foi lançado o disco "Pedro Caldeira Cabral", com a participação de músicos como Carlos Martins, Carlos Bica e Opus Ensemble.
Foi membro do júri do 1º Festival de Música do Mediterrâneo realizado em Antalya, Turquia (1986). O disco "Duas Faces" foi lançado em 1987.
O grupo Concerto Atlântico é criado em 1991 por especialistas na interpretação de música dos séculos XV e XVI, como Maria Repas Gonçalves (soprano e tambor), Susana Diniz Moody (contralto e viola da gamba baixa), Kenneth Frazer (viola da gamba baixa), Joaquim António Silva (viola de mão, viola da gamba tenor e bombarda), Pedro Caldeira Cabral (viola da gamba tiple, viola de mão, charamela, flauta travessa, tamboril e gaita), João Nuno Represas (atabales, pandeireta e tambor) e Jarret Butler (sacabuxa). Dos vários concertos destaca-se o espetáculo comemorativo das Bodas do Príncipe D. Afonso (1490), que decorreu em Évora, em setembro de 1991. Participaram no Festival de Utrecht, na Holanda, em setembro de 1992. Em março de 1993, apresentaram-se em Paris (Grand-Amphithèatre da Sorbonne) e realizaram dois concertos no âmbito do Festival Internacional de Rabat. Lançaram em 1993 o disco "Meus Olhos Vão Pelo Mar".
Em 1994, participou no Festival Internacional de Guitarra de Santo Tirso (Portugal).
Por ocasião da EXPO 98, fez a pré-produção e a direção artística do Festival de Guitarra Portuguesa.
Participou em Pangea (o hino da Expo, da autoria de Nuno Rebelo) no qual toca a guitarra portuguesa, rebab e xiao.
Em 1999, lançou o livro “A Guitarra Portuguesa”, edição da Ediclube, que foi a primeira obra monográfica sobre as origens e evolução histórica, estudo organológico e reportório do instrumento nacional.
Volta a colaborar na terceira edição de “Os Instrumentos Musicais Populares Portugueses”, de Ernesto Veiga de Oliveira, datada de janeiro de 2001, onde foi responsável por um novo capítulo da obra.
Comissariou as exposições monográficas “Portuguese Guitar Memories” apresentada no Convento de Santa Agnes de Boémia, em Praga, República Checa, em setembro de 2000 e “À Descoberta da Guitarra Portuguesa”, no Museu Abade de Pedrosa, em Santo Tirso, em junho de 2002.
Atuou nas seguintes emissoras de Televisão:  WDR, ZDF e NDR (Alemanha), BBC e Granada TV (Inglaterra), ORTF (Áustria), VPRO (Holanda) e TV Globo e TV Cultura de São Paulo (Brasil). Tem efetuado conferências e seminários sobre temas musicais na Europa (França, Inglaterra, Alemanha, Suíça, Suécia), E.U.A e Turquia.
É casado com a pintora Graça Morais.

## Prémios e Reconhecimento
Foi uma das 50 figuras do fado e da guitarra portuguesa homenageadas, em 2012, aquando da celebração do primeiro aniversário do fado enquanto Património Imaterial da Humanidade, tendo nessa altura recebido a Medalha Municipal de Mérito (Grau Ouro), da cidade de Lisboa. 
A 25 de maio de 2017, foi feito Grande-Oficial da Ordem do Infante D. Henrique.
Ganhou o Prémio Carlos Paredes com o álbum Labirinto da Guitarra, Antologia.

## Discografia Seleccionada
Entre a sua discografia encontram-se: 
- 'Guitarras de Portugal' (EP, Tecla, 1971) -  com Fernando Alvim
- 'Encontros' (LP, Orfeu, 1982)
- 'A Guitarra Portuguesa nos Salões do Século XVIII' (LP, Orfeu, 1983)
- 'Cantigas d' amigo' (LP, EMI, 1984) - c/ o grupo La Batalla
- 'Pedro Caldeira Cabral' (LP, EMI, 1985) - CD 1993
- 'Duas Faces' (LP, EMI, 1987) - CD 1993
- 'Guitarra Portuguesa' (GHA, 1991)
- 'Momentos da Guitarra Portuguesa' (Fenn Music, 1992)
- 'Meus Olhos vão pelo mar', (Alma Records, 1993) - c/ o grupo Concerto Atlântico
- 'Variações', (World Network/WDR, 1993)
- 'Música de Guitarra Inglesa', (BMG/RCA Classics, (1998)
- Sons da Terra Quente 2000 -   F M
- The Enchanting Modinhas and the English Guitar 2001 -   Radical Media
- 'Memórias da Guitarra Portuguesa/A Guitarra do Século XVIII' (Tradisom, 2003)
- 'Guitarra Diversa', Mastermix', (2004)
- Labirinto da Guitarra, Antologia, (2CD, Primetime, 2013)

Outros
- Manuel Freire, Fernando Alvim, Pedro Caldeira Cabral -  Dedicátoria ‎(LP, Tecla, 1972)
- Vitorino, Pedro Caldeira Cabral, Janita Salomé, Carlos Salomé  ‎– Romances (LP, EMI, 1981)

## Obras recentes
- As Madeiras e os Sons, in 'As Idades da Madeira', Instituto do Emprego e Formação Profissional, Lisboa, 1997
- A Guitarra Portuguesa, Ediclube, Amadora, 1999
- in Instrumentos Musicais Populares Portugueses, de Ernesto Veiga de Oliveira, Fundação Calouste Gulbenkian, Lisboa, 1982 and 2000.
- The Portuguese Guitar, Caixa Geral de Depósitos, Lisboa, 2000
- A Construção da Viola Campaniça, in 'A Viola Campaniça' de José Alberto Sardinha, Tradisom, Vila Verde, 2001.
- À Descoberta da Guitarra Portuguesa, C. M. Santo Tirso, Museu Abade de Pedrosa, 2002[15]
- A Guitarra Portuguesa, in 'Revista CAIS N.º 80', 2003.
- Michel Giacometti, Uma colecção instrumental in 'Michel Giacometti, Caminho para um Museu', C.M. de Cascais, 2004
- Den portugisiska gitarren, in 'Musiken som foddes bortom haven' by Thomas Nydhal, Artea Forlag, Estocolmo, Suécia, 2006
- A Guitarra Portuguesa, in 'As Idades do Som', Instituto do Emprego e Formação Profissional, Lisboa, 2006
- A Viola Popular em Portugal, in 'As Idades do Som', Instituto do Emprego e Formação Profissional', Lisboa, 2006
- Sonhar um Som Português, in 'Sonho português', Egoísta, N.º 28, Estoril-Sol, S.A., Lisboa, 2006.
- Som da saudade: a cítara portuguesa, EGEAC - Museu do Fado[16]